# 出击！！兵蜂
《出击！！兵蜂》是一款由科樂美制作的捲軸射擊類型街機遊戲，游戏于1991年2月20日发行，后來移植至多个平台。与前作《兵蜂》相比，本作图像和声音进行了改善。
日本街机杂志Gamest授予本游戏1991年度最佳游戏。